# Electric Eels
Die Electric Eels (deutsch Zitteraale, wörtlich Elektrische Aale) waren eine Protopunk-Band aus Cleveland, Ohio, die von 1972 bis 1975 bestand.

## Geschichte
John D Morton (Gitarre) gründete die Electric Eels zusammen mit Dave E McManus (Gesang, Klarinette) und Brian McMahon (Gitarre), nachdem sie einen Auftritt von Captain Beefheart besucht hatten. Sie fanden die Vorgruppe „Left End“ so schlecht, dass sie meinten, es besser machen zu können. Die Band hatte keinen Bassisten, und die Schlagzeuger wechselten häufig. Paul Marotta (Gitarre, Keyboard) ersetzte McMahon von Ende 1973 bis Anfang 1975. Marotta kümmerte sich auch um die Aufnahmen der Gruppe.
Die Electric Eels hatten fünf Auftritte (Allmusic spricht von sechs); alle waren durch Gewaltausbrüche zwischen den Musikern oder gegen das Publikum gekennzeichnet und führten teilweise zu Polizeieinsätzen. Morton brach sich bei einer Schlägerei mit der Polizei die Hand, die in Handschellen steckte, woraufhin er beim nächsten Auftritt die Gitarre mit einem an seiner Schiene festgebundenen Schraubenschlüssel spielte. Ihre Kleidung war mit Rattenfallen und Sicherheitsnadeln verziert.
Die Musik war einfach und laut, bei Konzerten unterstützt von Rasenmäherlärm oder einem Steinbrocken, mit dem Morton auf Blechplatten eindrosch. Die vorhandenen Aufnahmen entstanden während der Übungssitzungen und wurden alle erst nach dem Ende der Band veröffentlicht.

## Diskografie
Alben
- 1989: Having a Philosophical Investigation with the Electric Eels (LP, Tinnitus 191304)
- 1991: God Says Fuck You (CD, Homestead HMS173)
- 1998: Those Were Different Times (CD, Scat 45) – Kompilation mit verschiedenen Bands
- 1998: The Beast 999 Presents the Electric Eels in Their Organic Majesty's Request (CD, Overground)
- 2001: the eyeball of hell (Doppel-LP / CD, Scat)

Singles
- 1978: Cyclotron / Agitated (Rough Trade RT008)
- 1981: Spin Age Blasters / Bunnies (Mustard 107)